# 謝夫·甘馬倫
謝夫·甘馬倫（英語：Geoff Cameron，1985年7月11日—）美國足球運動員，司職後衛。現效力於美國職業足球大聯盟球隊FC辛辛那提。曾效力於「美職聯發展超級聯賽」（USL Premier Development League）的羅得島黃貂魚（Rhode Island Stingrays）。2008年美國職業足球大聯盟超級選秀（MLS SuperDraft）時加盟侯斯頓戴拿模。2012年轉會到英格蘭足球超級聯賽球隊斯托克城。2010年首次代表美國國家足球隊上陣。2018年借到英冠女王公园巡游者。

## 外部連結
- 足球数据库：謝夫·甘馬倫的球员统计数据
- MLS player profile（页面存档备份，存于）
- 謝夫·甘馬倫在 National-Football-Teams.com 上的出场纪录